# Swing
Swing jazz je stil koji se pojavljuje u prvoj polovici 20. stoljeća i traje od 1930. – 1945. godine. Swing je ponajprije poznat po čvrstoj ritam sekciji, onda umjerenom ili brzom tempu i sinkopiranom ritmu. Swing jazz je bio stil namijenjen masovnoj publici.
Swing je svirao veliki izvođački sastav – big band. Njihov je snažan zvuk mogao ispuniti velike plesne dovrane koje su nicale po cijeloj Americi osobito nakon ukidanja prohibicije 1933. Bila je to komercijalna glazba namijenjena masovnoj publici. Sastav je imao 15 članova okupljenih u tri sekcije: saksofoni, limeni puhači (trublje i tromboni) i ritam sekcija (klavir, udaraljke, gitara i kontrabas). Big bandovi su se posebno ponosili osobitošću i prepoznatljivošću zvuka, koji je podjednako ovisio o dobrom aranžmanu i o vrsnim sviračima. U swingu jazz saksofon postaje jedan od najvažnijih instrumenata. U swingu nema više skupnih improvizacija, nego se sastav isključivo oslanja na napisanu partituru. Solo improvizacije su i dalje pristune, ali su kraće. Sa swingom aranžer postaje središnja osoba jazza te glazbena naobrazba postaje neophodna. 
Najpoznatiji glazbenici swing stila su: Duke Ellington, Count Basie, Glenn Miller i Benny Goodman. Njihovi orkestri su bili tijekom tridesetih i četrdesetih godina XX. stoljeća jednako popularni kao rock-grupe pedesetih godina. 
Najpoznatije pjevačice swinga su bile: Billie Holiday, Sarah Vaughan i Ella Fitzgerald.